# داستان راستان (مجموعه تلویزیونی)
داستان راستان یک مجموعهٔ تلویزیونی به کارگردانی اکبر حر و هوشنگ پاکروان است که در سال‌های ۱۳۶۱-۱۳۶۰ تولید و از شبکه ۱ پخش گردید.

## خلاصه داستان
این مجموعه تلویزیونی بر اساس کتاب «داستان راستان» اثر مرتضی مطهری ساخته شده بود و در هر قسمت، داستانی از این کتاب را در قالب نمایشی پندآموز و اخلاقی به تصویر می‌کشید.

## بازیگران
- داوود میرباقری
- ولی‌الله مومنی
- حمید مهرآرا
- شهروز ملک‌آرایی
- ایرج سرباز
- امیر رضایی
- حمید حمیدی
- حسین خانعلی‌زاده
- ناصر طباطبایی

## عوامل تولید
- تهیه‌کننده و کارگردان: اکبر حر و هوشنگ پاکروان
- فیلمنامه: اکبر حر و هوشنگ پاکروان (بر اساس کتاب داستان راستان مرتضی مطهری)
- تصویربرداران: افشین شهیدی و مهرداد فخیمی
- تدوین :بهروز افخمی و منوچهر اولیایی
- موسیقی: انتخابی
- فرمت تصویر: ۱۶ میلیمتری
- مدت زمان پخش: ۴۴۰ دقیقه
- محصول: گروه فیلم و سریال شبکه ۱
- سال تولید: ۱۳۶۱-۱۳۶۰